# گرمانرم
گرمانَرم یا ترموپلاستیک (thermoplastic)، ویژگی نوعی پلاستیک است که هنگام گرما دیدن نرم می‌شود و پس از سرد شدن سفت می‌شود و می‌توان این فرایند را بارها تکرار کرد بدون آن‌که تغییر چشمگیری در خواص آن ایجاد شود.
به عبارتی دیگر، گرمانرم یک ماده بسپاری پلاستیکی است که در یک دمای خاص و مشخص، شکل‌پذیر و منعطف می‌شود و پس از سرد شدن، جامد می‌شود.
بسپارهای گرمانرم با افزایش دما، بدون تغییر شیمیایی ذوب می‌شوند. این پلیمرها را می‌توان به دفعات ذوب و دوباره جامد نمود. گرمانرم‌ها غالباً دارای جرم مولکولی بالایی هستند. زنجیره‌های بسپاری با نیروهای بین مولکولی به یکدیگر متصل می‌شوند، که با افزایش دما به سرعت ضعیف شده و یک مایع چسبناک تولید می‌کنند. در این حالت، به منظور تولید قطعات با روش‌های مختلف پردازش بسپار، گرمانرم تغییر شکل داده می‌شود.
روش‌هایی مانند: قالب‌گیری تزریقی، قالب‌گیری فشاری و اکستروژن
گرمانرم‌ها با گرماسخت‌ها (ترموست‌ها)، که پیوندهای شیمیایی برگشت‌ناپذیری را در طی فرایند پخت تشکیل می‌دهند، متفاوت هستند. گرماسخت‌ها هنگام گرم شدن ذوب نمی‌شوند، اما معمولاً تجزیه می‌شوند و پس از سرد شدن تغییر شکل نمی‌دهند.

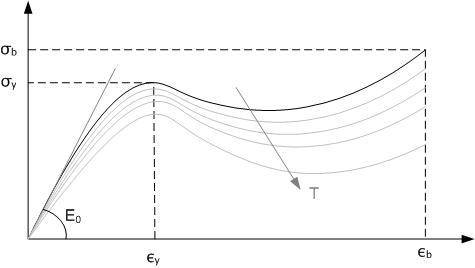
نمودار تنش-کرنش یک ماده گرمانرم

خصوصیات فیزیکی یک گرمانرم بالاتر از دمای انتقال شیشه و زیر نقطه ذوب آن، بدون آنکه تغییر فاز دهد به شدت تغییر می‌کند.
گرمانرم‌ها در دمای بیش از دمای انتقال شیشه‌ای خود، منعطف و شکل‌پذیر هستند. برخی از گرمانرم‌ها زیر دمای انتقال شیشه کاملاً متبلور نمی‌شوند و غالباً برخی یا تمام خصوصیات آمورف خود را حفظ می‌کنند. نواحی آمورف، ویژگی کشسانی و نواحی بلورین، استحکام و صلبیت را به ماده می‌بخشند.
از پلاستیک‌های آمورف و نیمه آمورف در صورت لزوم برای کاربردهایی با شفافیت نوری بالا استفاده می‌شود، زیرا نور به شدت توسط بلورهای بزرگتر از طول موج آن پراکنده می‌شود. پلاستیک‌های آمورف و نیمه آمورف مقاومت کمتری در برابر واکنش‌های شیمیایی و ترک خوردگی ناشی از تنش‌های محیطی دارند زیرا فاقد ساختار بلوری هستند.
میزان شکنندگی را می‌توان با افزودن روان‌کننده‌ها کاهش داد، که باعث افزایش تحرک در بخش‌های زنجیره آمورف می‌شود تا دمای انتقال شیشه را به‌طور قابل توجهی کاهش دهد. اصلاح بسپار از طریق هم‌بسپاری شدن یا افزودن زنجیره‌های جانبی واکنش‌ناپذیر به مونومرهای (تک‌پارهای) قبل از بسپاری شدن نیز می‌تواند دمای انتقال شیشه را کاهش دهد. پیش از بهره‌گیری از این روش‌ها، قطعات پلاستیکی اتومبیل در معرض دمای سرد اغلب دچار ترک خوردگی می‌شدند. اینها مولکولهایی با زنجیره‌های بلند خطی یا کمی منشعب هستند که می‌توانند در اثر حرارت دادن به‌طور مکرر نرم و در اثر سرد شدن بارها و بارها سخت شوند.

## اکریلیک
صنعت اکریلیک‌های امروزی را می‌توان به دو بازار متمایز چند میلیارد دلاری تقسیم کرد: از یک طرف اسیدهای پلی اکریلیک (PAA) و مشتقات استر آن (PAc) و از سوی دیگر، بازار پلی متیل متاکریلات (PMMA). PMMA که با نام‌های تجاری مانند Lucite و Plexiglas شناخته می‌شود. این ماده به عنوان یک جایگزین محکم برای شیشه برای مواردی مانند آکواریوم، روکش کلاه ایمنی موتور سیکلت، پنجره‌های هواپیما، پوشش برای دیدن درب‌های شناور و لنزهای چراغ‌های بیرونی خودرو عمل می‌کند. این گرمانرم به‌طور گسترده‌ای برای ایجاد علائم، از جمله حروف و آرم‌ها استفاده می‌شود. در پزشکی از آن در سیمان استخوان و جایگزینی برای لنزهای چشم استفاده می‌شود. رنگ اکریلیک از ذرات PMMA معلق در آب تشکیل شده‌است.
برای چندین دهه PMMA غالب، استر متاکریلیک است که در سراسر جهان تولید می‌شود. بازیگران اصلی بازار PMMA میتسوبیشی ریون (ژاپن)، Arkema SA (فرانسه)، LG MMA (کره جنوبی)، شرکت Chi Mei (تایوان)، Sumimoto Chemical Company Ltd (ژاپن)، صنایع Evonik (آلمان)، BASF (آلمان)، شرکت شیمیایی Dow (ایالات متحده)، AkzoNobel (هلند)، Quinn Plastics (انگلستان) و Cytec Industries (ایالات متحده). در مورد بازار PAA و PAc، تولیدکنندگان اصلی Nippon Shokubai Company Ltd. (ژاپن)، Arkema SA (فرانسه)، Evonik Industries (آلمان)، BASF (آلمان) و Dow Chemical Company (ایالات متحده) هستند.

## ABS
اکریلونیتریل بوتادین استایرن (ABS) یک ترپلیمر است که از استایرن و اکریلونیتریل در حضور پلی بوتادین سنتز می‌شود. ABS ماده‌ای سبک‌وزن است که مقاومت آن در برابر ضربه بالاست و هم چنین مقاومت مکانیکی بالایی دارد. لمس این ماده می‌تواند خطراتی را برای انسان در پی داشته باشد. این ماده در بسیاری از محصولات مصرفی مانند اسباب بازی، لوازم خانگی و تلفن از آن استفاده می‌شود.

اکریلونیتریل بوتادین استایرن

## نایلون
نایلون متعلق به دسته ای از بسپارها به نام پلی آمیدها است. این ماده به عنوان جایگزینی برای کنف، پنبه و ابریشم، در محصولاتی مانند چتر نجات، ریسمان، بادبان، جلیقه و لباس استفاده می‌شود. الیاف نایلون در ساخت پارچه، طناب، فرش و تارهای موسیقی بکار می‌روند، در حالی که به صورت عمده، از نایلون برای قطعات مکانیکی از جمله پیچ‌های ماشین، چرخ دنده‌ها و پوسته‌های ابزار قدرت استفاده می‌شود. علاوه بر اینها، در ساخت مواد کامپوزیتی مقاوم در برابر حرارت نیز کاربرد زیادی دارد.

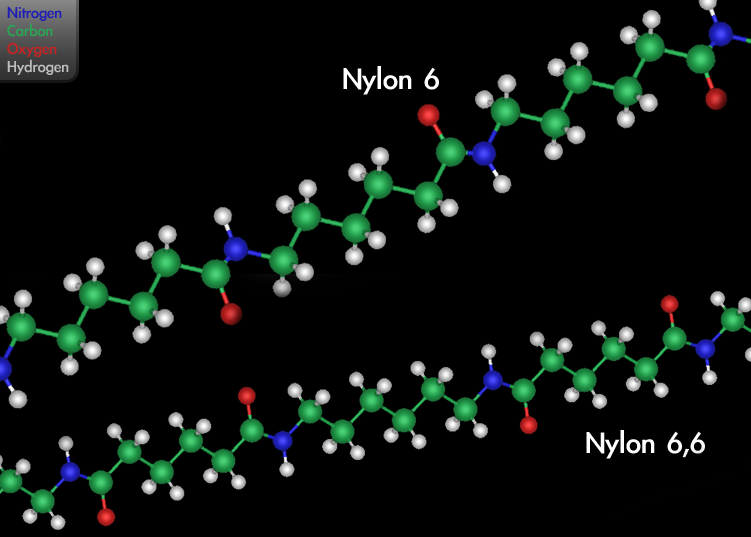
نایلون

## PLA
یکی دیگر از نمونه‌های گرمانرم، اسید پلی لاکتیک (پلی لاکتید) است که یک پلی استر آلیفاتیک قابل احتراق است و از منابع تجدید پذیر مانند نشاسته ذرت (در ایالات متحده)، تفاله چغندرقند (در اروپا)، ریشه تاپیوکا، نشاسته (بیشتر در آسیا) یا نیشکر تولید می‌شود. این یکی از موادی است که برای چاپ سه بعدی با تکنیک‌های مدل‌سازی رسوب ذوب شده (FDM) مورد استفاده قرار می‌گیرد.

PLA

## پلی بنزیمیدازول
یکی دیگر از کاربردهای گرمانرم، الیاف پلی بنزیمیدازول (PBI) است. این الیاف مصنوعی، دارای نقطه ذوب بسیار بالایی است و از ثبات حرارتی و شیمیایی کم‌نظیری نیز برخوردار است و به راحتی شعله‌ور نمی‌شود. این الیاف اولین بار توسط شیمی‌دان آمریکایی، کارل شیپ مارول در پی دستیابی به مواد جدید با پایداری بالاتر، حفظ سختی و مقاومت در دماهای بالا کشف شد. به دلیل پایداری بالا، از پلی بنزیمیدازول برای ساخت لباس‌های محافظ با عملکرد بالا مانند تجهیزات آتش‌نشانی، لباس فضایی فضانوردان، دستکش‌های محافظ دست در دمای بالا، لباس جوشکارها و پارچه‌های به کار رفته در دیوارهٔ هواپیما استفاده می‌شود. در سالهای اخیر، این الیاف به عنوان غشا در سلولهای سوختی نیز به کار می‌رود.

## پلی کربنات
گرمانرم‌های پلی‌کربنات (PC) با مارک‌های تجاری مانند Lexan , Makrolon , Makroclear و arcoPlus شناخته می‌شوند. آنها کاربردهای زیادی در زمینه‌های مختلفی مانند، قطعات الکترونیکی، مصالح ساختمانی، دستگاه‌های ذخیره‌سازی داده، قطعات خودرو و هواپیما و شیشه‌های امنیتی دارند. پلی کربنات‌ها کد شناسایی رزین منحصر به فردی ندارند. موارد ساخته شده از پلی کربنات می‌توانند حاوی مونومر بیسفنول A باشند. قرار گرفتن این ماده در معرض پرتو فرابنفش، باعث زرد شدن و آسیب دیدن آن می‌شود.

پلی کربنات

## سولفونپلی اتر
سولفون پلی اتر (PES) یا پلی سولفون دسته ای از گرمانرم‌های مهندسی شده خاص با ظرفیت حرارتی، اکسیداتیو و هیدرولیتیک بالا است که در عین حال از مقاومت خوبی در برابر اسیدهای معدنی، مواد قلیایی، محلول‌های نمکی، روغن‌ها و گریس‌ها برخوردار است.

ساختار سولفون

## پلی‌اکسی متیلن
پلی‌اکسی‌متیلن (POM)، یا به عبارت دیگر پلیکتلس polyformaldehyde، یکی دیگر از نمونه‌های گرمانرم‌های مهندسی است که اغلب در مواردی به کار می‌رود که به قطعات حساس با سختی بالا، اصطکاک کم، و ثبات بالا نیاز است. همانند بسیاری از بسپارهای مصنوعی دیگر، توسط شرکت‌های مختلف شیمیایی با فرمول‌های نسبتاً مشابه تولید می‌شود و با نام‌های مختلفی مانند Delrin , Celcon , Ramtal , Duracon , Kepitalو Hostaform به فروش می‌رسد.

پلی اکسی متیلن

## پلی‌اتراترکتون
پلی‌اتراترکتون (PEEK) یک بسپار گرمانرم آلی و بی‌رنگ در خانواده پلی اریل اترکتون (PAEK) است که اغلب در کاربردهای مهندسی مورد استفاده قرار می‌گیرد که در ابتدا توسط شرکت Victrex PLC و سپس ICI (صنایع شیمیایی امپریال) در اوایل دهه ۱۹۸۰ معرفی شد. این گرمانرم خاصیت‌های جالبی مانند مقاومت خوب در برابر سایش، اشتعال کم و انتشار دود و گازهای سمی دارد.

PEEK